# رافا سيلفا
رافايل ألكسندر فيرنانديس فيريرا سيلفا (بالبرتغالية: Rafael Alexandre Fernandes Ferreira Silva‏) هو لاعب كرة قدم برتغالي في مركز الوسط ولد في يوم 17 مايو 1993 في بلدة فورتي دي كازا في البرتغال، يلعب حالياً مع نادي بنفيكا ونادي فيرينسه، كما لعب مع منتخب البرتغال لكرة القدم ويبلغ طوله 170 سم.

## روابط خارجية
- رافا سيلفا على موقع الاتحاد الدولي (مؤرشف)  (الإنجليزية)
- رافا سيلفا على موقع الاتحاد الأوربي (الإنجليزية)
- رافا سيلفا على موقع اتحاد تركيا (لاعب) (الإنجليزية)
- رافا سيلفا على موقع قاعدة بيانات كرة القدم.إي يو (الإنجليزية)
- رافا سيلفا على موقع ليكيب (الفرنسية)
- رافا سيلفا على موقع ناشيونال فوتبول تيمز (الإنجليزية)
- رافا سيلفا على موقع Soccerway.com (الإنجليزية)
- رافا سيلفا على موقع عالم كرة القدم.نت (الإنجليزية)